# Filippo II di Waldeck
Filippo II di Waldeck-Eisenberg (3 marzo 1453 – Bielefeld, 26 ottobre 1524) fu conte di Waldeck-Eisenberg. Era il secondo figlio maschio del conte regnante Volrado I e della contessa Barbara di Wertheim (nata nel 1422).
In quanto figlio minore, Filippo fu in origine destinato alla carriera ecclesiastica, ma dopo la morte del fratello maggiore Filippo I, lasciò il clero per ragioni dinastiche e governò la contea di Waldeck come reggente per il nipote minorenne Enrico VIII. Nel 1486, Filippo e suo nipote divisero la contea, con Filippo II che ricevette Waldeck-Eisenberg ed Enrico VIII Waldeck-Widlungen.
Nel 1499, a Eisenberg fu scoperta una vena d'oro molto ricca, e dopo tre anni ci fu una lunga disputa tra i Conti di Waldeck e il Signore di Viermund sui diritti minerari sul monte Eisenberg.
Nel 1505, il duca Guglielmo IV di Jülich-Berg permise a Filippo II di gestire le miniere nei distretti di Ravensberg e Sparrenberg. Oltre a Filippo, il consiglio di amministrazione della compagnia mineraria includeva due balivi di Guglielmo IV, rappresentanti delle città di Bielefeld, compresi entrambi i sindaci e un esperto minerario della Turingia.
Nel 1507, acquistò il castello di Steffenburg, che era stato costruito a Adorf da Curd von Ense al principio del XVI secolo. Fu un alleato dell'arcivescovo di Alberto di Magonza, per questo motivo fu fatto prigioniero nel marzo 1516 a Padberg da Götz von Berlichingen, che, all'epoca stava combattendo una faida contro Alberto. Dopo una lunga permanenza in prigionia, Filippo fu rilasciato, in cambio di un riscatto di 8900 ducati.

## Matrimonio e figli
Il 3 novembre 1478, sposò la sua prima moglie, Caterina (morta nel 1492), figlia del conte Kuno di Solms-Lich e Valpurga di Dhaun. Da lei ebbe sei figli:
- Giorgio (1483-1504)
- Anna (nata nel 1485)
- Filippo III (9 dicembre 1486-1539)
- Clara (nata nel 1487)
- Francesco (7 luglio 1488-15 luglio 1553), principe vescovo di Osnabrück e di Münster e amministratore di Minden
- Elisabetta (nata nel 1489)

Nel 1497, sposò Caterina di Querfurt (morta nel 1521 a Kelbra), vedova del conte Gundicaro XXXVIII di Schwarzburg-Blankenburg. Questo matrimonio rimase senza figli.